# Boscia pruinosa
Boscia pruinosa là một loài thực vật có hoa trong họ Capparaceae. Loài này được Chiov. mô tả khoa học đầu tiên năm 1916.